# Мескер, Марселла
Марселла Антуанетта Мескер  (нидерл. Marcella Mesker; род. 23 мая 1959, Гаага) — голландский теннисный комментатор и бывшая профессиональная теннисистка.
Мескер принимала участие в WTA Tour с 1979 по 1988 год и вышла в финал Открытого чемпионата Австралии по теннису в женском парном разряде в 1979 году. Она также вышла в полуфинал Открытого чемпионата США по теннису в женском парном разряде в 1984 году. В 1986 году она выиграла титул в одиночном разряде в Оклахома-Сити.